# Josip Čižinski
Josip Čižinski, bolj znan pod imenom Milan Gorkić, jugoslovanski komunist in politik, * 19. februar 1904, Bosanski Brod, Avstro-Ogrska (danes Bosna in Hercegovina), † 1. november 1937 (?), Moskva, Sovjetska zveza (danes Rusija).
Čižinski je bil od leta 1932 član vodstva KPJ, od leta 1936 pa njen generalni sekretar. Leta 1937 so ga zamenjali, v Stalinovih čistkah obsodili kot gestapovskega vohuna in verjetno agenti NKVD v Lubjanki ustrelili.
Njegov oče je bil tapetnik, starejši brat Vladimir strojevodja, mlajši brat Bogomil projektant in arhitekt; do leta 1986 je živel na Češkoslovaškem. Jeseni leta 1927 se je Josip poročil z Betti Nikolajevno Glan, ki je tudi delala v Komunistični internacionali. Imela sta hčer Jeleno.
Njegova žena je leta 1956 po 20. kongresu KP SZ dosegla odločitev o njegovi polni rehabilitaciji kot žrtvi Stalinovih čistk.